# Königsbrück
Königsbrück är en stad (Landstadt) i Landkreis Bautzen i förbundslandet Sachsen i Tyskland. Staden hade 4 486 har cirka 4 700 invånare.
Staden ingår i förvaltningsområdet Königsbrück tillsammans med kommunerna Laußnitz och Neukirch.